# Robert de Craon
Robert de Craon (França, ? — 13 de gener de 1147) fou senyor de Craon. Des de juny de 1136 fins al 13 de gener de 1147 va ocupar el càrrec de Gran Mestre de l'Orde del Temple. No es coneix amb exactitud la data del seu naixement, però se sap que va ser fill de Renaud de Craon, i el segon nivell de la família. S'instal·là a Aquitània, on manté relacions amb la filla del senyor de l'Angoumois i quan li arriba la notícia de la fundació de l'Orde del Temple per Hug de Payens, deixa la seva nòvia i marxa cap a Palestina per esdevenir templer. Tant pel seu valor militar com per la seva pietat s'imposa ràpidament en el si de l'Ordre, al punt que és designat Gran Mestre el juny de 1136, a la mort del seu fundador.
Destaca com un brillant organitzador i fa de l'Orde del Temple l'autèntica promotora dels Estats Llatins d'Orient. El seu paper legislatiu intern és molt important i aconsegueix que el 29 de març de 1139 el Papa Innocenci II, mitjançant la butlla « Omne datum optimum » concedeixi a l'Ordre nombrosos privilegis. Així, els Templers són exclosos del pagament del delme, no estan sotmesos a la jurisdicció episcopal (el que significa que l'Ordre compta amb els seus propis eclesiàstics) i són autoritzats a portar la creu vermella sobre els seus mantells blancs.
Robert de Craon no va tenir tant d'èxit en el terreny militar. Tot just elegit, derrota l'emir d'Alep, però permet als seus cavallers lliurar al pillatge, facilitant que les tropes de l'emir es girin contra ells i els esquarterin. Robert de Craon autoritza els templers d'Espanya a llançar una important expedició (prop de 70 naus) contra Lisboa, però resulta també un fracàs. En 1140, els templers s'enfronten heroicament a un exèrcit turc molt més nombrós a la batalla de Técua.
Encara que el cronista Guillem de Tir el cita com a participant en 1148 a la Segona Croada, sembla que Robert de Craon va morir el 13 de gener de 1147. En efecte, el registre de defuncions de la parròquia de Reims assenyala la seva mort el dia dels idus de gener, és a dir el dia 13, i el seu successor, Evrard des Barrès, pren possessió del seu càrrec a l'abril de 1147.